# LIVE '93 Shooting Star in the Blue Sky
『LIVE '93 Shooting Star in the Blue Sky』（ライヴ 93 シューティング・スター イン・ザ・ブルー・スカイ）は、1996年6月26日に発売された大貫妙子のライブ・アルバム。

## 概要
1993年11月15日に渋谷公会堂で開催されたライブの音源を収録した大貫初のライブ・アルバム。前半は80年代の代表曲からミディアム・スローの楽曲を、後半は最近の作品よりアップテンポの楽曲が披露され、シュガー・ベイブ時代から最新作まで新旧織り交ぜた楽曲が幅広く収録されている。
ボーナス・トラックとして、1994年5月に中野サンプラザで開催された山下達郎のライブ ”TATSURO YAMASHITA Sings SUGAR BABE” に大貫がゲスト参加した際の音源が3曲追加されている。
規格品番はTOCT-9457。同タイトルの本とオリジナル・ビデオも同時発売された。

## 収録曲
1. Shooting star in the blue sky
2. Million bucks
3. 夏に恋する女たち
4. 新しいシャツ
5. 黒のクレール
6. 六月の晴れた午後
7. サイレントメモリー
8. しあわせのサンドウィッチ
9. 素直になりたい
10. 会いたい気持
11. ピーターラビットとわたし
12. dreamland
13. 春の手紙

ボーナス・トラック
1. 蜃気楼の街
2. 約束
3. いつも通り

## 参加ミュージシャン

### 1〜13 from “LIVE '93 Shooting star in the blue sky”
- Sound Produced by 小林武史

- Vocal: 大貫妙子
- Keyboards: 小林武史
- Guitar: 小倉博和
- Bass: 岡沢章
- Drums: 小田原豊
- Keyboard,Percussion: 大石真理恵[5]
- Manipulate: 角谷仁宣[6]

### 14〜16 from “TATSURO YAMASHITA Sings SUGAR BABE”
- All Songs Arranged by 山下達郎

- Vocal: 大貫妙子
- Guitar: 山下達郎、佐橋佳幸
- Piano: 難波弘之
- Keyboards: 重実徹
- Bass: 伊藤広規
- Drums: 島村英二
- Chorus: 楠瀬誠志郎、佐々木久美、高尾キャンディN